# Eurythrips ampliventralis
Eurythrips ampliventralis är en insektsart som beskrevs av Harold R. Hinds 1902. Eurythrips ampliventralis ingår i släktet Eurythrips och familjen rörtripsar. Inga underarter finns listade i Catalogue of Life.